# 1771 год в музыке

## События
- В Копенгагене (Дания) основана балетная школа Королевского театра Дании (дат. Det Kongelige Teaters Balletskole).
- Шевалье де Сен-Жорж назначен дирижёром оркестра «Концерт любителей» (фр. Concert des Amateurs) в Париже.
- Карл Диттерс фон Диттерсдорф стал придворным композитором Филиппа Готтхарда фон Шаффготш, князь-епископ Бреслау.
- Чарлз Бёрни опубликовал по итогам своей поездки по Франции и Италии книгу «Современное состояние музыки во Франции и Италии» (англ. The Present State of Music in France and Italy).

## Классическая музыка
- Луиджи Боккерини
  - String Quintet in E, Op. 11, No. 5 (G 275) (с известным менуэтом)
  - Symphony in D major, Op. 12 no 1/G 503
  - Symphony in E flat major, Op. 12 no 2/G 504
  - Symphony in C major, Op. 12 no 3/G 505
- Йозеф Гайдн — Piano Sonata Hob. XVI/20
- Вольфганг Амадей Моцарт
  - Symphony No. 12, 13, No. 14
  - Divertimento No. 1 in E-flat major, K. 113
  - Regina Coeli for soprano, chorus and orchestra in C major, K. 108/74d
  - Litaniae Lauretanae in B-flat major, K. 109/74e
  - Betulia liberata, oratorio K. 118/74c
- Йозеф Мысливечек — Veni sponsa Christi

## Опера
- Паскуале Анфосси — «Квинт Фабий» (Quinto Fabio); «Луций Папирий» (Lucio Papirio); «Провидец» (итал. I visionari).
- Андре Гретри — «Друг семьи» (фр. L'ami de la maison) и «Земира и Азор» (фр. Zémire et Azor).
- Иоганн Адольф Гассе — «Руджеро, или Героическая благодарность» (итал. Il Ruggiero ovvero L’eroica grattitudine).
- Джованни Паизиелло — Demetrio, Annibale in Torino, La somiglianza de’nomi, I scherzi d’amore e di fortuna и Artaserse.
- Вольфганг Амадей Моцарт — «Асканий в Альбе» (итал. Ascanio in Alba).
- Антонио Сальери — «Армида» (Armida).
- Йозеф Мысливечек — «Монтесума» (Motezuma) и «Тамерлан Великий» (итал. Il gran Tamerlano).

## Родились
- 9 февраля — Дэниел Белкнап (англ. Daniel Belknap), фермер, механик, капитан милиции, поэт, учитель пения,[1] один из первых американских композиторов[2] (умер в 1815).
- 24 февраля — Иоганн Баптист Крамер, британский пианист и композитор германского происхождения (умер в 1858).
- 21 марта — Томас Джон Дибдин, драматург и автор песен (умер в 1841).
- 17 сентября — Иоганн Август Апель, известный немецкий юрист, поэт, либреттист и теоретик метрики конца XVII — начала XIX века (умер в 1816).
- 1 октября — Пьер Мари Франсуа де Саль Байо, французский скрипач, композитор и музыкальный педагог (умер в 1842).
- 29 октября — Анна Леоноре Кёниг (швед. Anna Leonore König), шведская певица и музыкант, член Королевской шведской академии музыки (умерла в 1854).
- 17 ноября — Джонатан Хантингтон (англ. Jonathan Huntington), один из первых американских композиторов[2] (умер в 1838).
- дата неизвестна — Мария Антуанетта Петерсен (швед. Marie Antoinette Petersén), шведская скрипачка и певица, член Королевской шведской академии музыки (умер в 1855).

## Умерли
- 30 марта — Антон Йозеф Хампель (нем. Anton Joseph Hampel), чешский валторнист, изобрёл приём хроматизации валторны (род. в 1710).
- 21 мая — Кристофер Смарт, английский поэт и автор гимнов (род. в 1722).
- 29 мая (похоронен) — Иоганн Адольф Хасс (нем. Johann Adolph Hass), немецкий мастер клавикордов и клавесинов (род. в 1713).
- 14 октября — Франтишек Ксавер Брикси, богемский композитор и музыкант (род. в 1732).
- 28 октября — Иоганн Готтлиб Граун, немецкий скрипач и композитор (род. в 1703).